# Nokia 2
Nokia 2 là một điện thoại thông minh chạy Android được HMD Global phát triển. Công bố ngày 31 tháng 10 năm 2017, Nokia 2 có pin 4100 mAh, tuổi thọ pin kéo dài hai ngày. Nó bán lẻ ở một mức giá là €99.

## Thông số kỹ thuật

### Phần cứng
Nokia 2 có màn hình LCD LTPS IPS 5.0 inch, bộ xử lý Cortex-A7 Qualcomm Snapdragon 212 lõi tứ 1,3 GHz, RAM 1 GB và bộ nhớ trong 8 GB có thể mở rộng bằng thẻ nhớ microSD lên đến 128 GB. Chiếc điện thoại này có pin Li-Ion 2150 mAh, camera sau 8 MP với đèn flash LED và camera trước 5 MP. Nó có sẵn trong màu Pewter / Black, Pewter / White, Copper / Black.

### Phần mềm
Nokia 2 được sử dụng hệ điều hành Android 7.1.1 Nougat và và đã được lên kế hoạch nâng cấp lên Android 8.1 Oreo

## Phát hành
Nokia 2 ra mắt tại Ấn Độ và tại Hoa Kỳ vào tháng 11 năm 2017. Nó được phát hành tại Anh vào tháng 2 năm 2018.